# Три возраста женщины (картина Мунка)
«Три возраста женщины (Сфинкс)» — картина Эдварда Мунка, наиболее известный вариант которой был создан в 1894 году и хранится в художественном музее KODE в Норвегии.

## Описание картины
Картина, известная также под названием «Сфинкс», представляет собой большое полотно, на котором изображена женщина в трёх ипостасях или на трёх разных этапах жизни. Центральное место на картине занимает зрелая женщина, изображенная обнажённой, с рыжими волосами и красными губами, с поднятыми руками и наклоненной головой в «бесстыдном кокетстве». Слева находится юная девушка в белом, в развевающемся платье, с распущенными волосами и цветами в руках, она стоит на песчаной полосе между водой и лесом и устремлена к далекому горизонту. Справа, в тени деревьев, изображена третья женская фигура в траурном одеянии, с глубокими тенями под глазами. У правого края картины, отвернувшись от женщин, стоит мужчина: ему не под силу разгадать тайну женщины. Сам Мунк описывал женщин, изображённых на картине, следующим образом: «Женщина мечтающая — Женщина, жаждущая жизни — Бледная женщина-монашка за деревьями» и сравнивал их с героинями пьесы «Когда мы, мертвые, пробуждаемся» Хенрика Ибсена: «Женщина в белом, мечтающая о жизни — Ирена. Женщина, полная жизни — нагая — Майя. Женщина скорби — меж стволов — судьба Ирены, сестры милосердия».  Критики отмечают также, что эта картина послужила прообразом для «Танца жизни», где среди танцующих выделяются три женщины: юная девушка в белом, «тянущаяся за цветком любви», зрелая женщина в красном, танцующая с альтер-эго художника, и одинокая женщина в черном, ревниво наблюдающая за танцующими.

## Хранение
«Сфинкс» существует в множестве вариантов, как графических, так и живописных. Самый известный, датируемый 1894 годом, входит в собрание Расмуса Мейера и выставляется в Норвегии в рамках экспозиции, где представлена его коллекция. Как один из первых коллекционеров произведений Эдварда Мунка, Расмус Мейер приобрел главные работы всех периодов творчества художника, в том числе «Ревность», «Меланхолия», «Три возраста женщины» и «Вечер на улице Карла Юхана».